# Ekophon

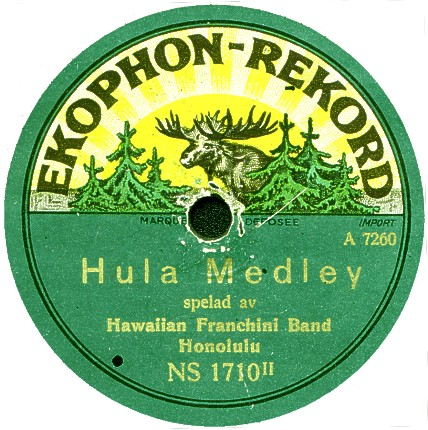
Ekophonetikett med exempel på återutgivning från amerikanska Okeh.

Ekophon var ett tysk-svenskt skivmärke, ägt av tyska Carl Lindström AG (ägare av Odeon med flera kända etiketter) men producerat enbart för den svenska marknaden. Märket registrerades hos svenska patentverket den 6 juli 1920 och de första skivorna utgavs påföljande vår.
Ekophons repertoar utgjordes av en blandning av tyska inspelningar från andra märken inom Lindströmkoncernen (främst Beka) och material inspelat speciellt för svensk publik såväl i Berlin som lokalt i Stockholm. För att förstärka det svenska intrycket utgavs många av de tyska inspelningarna under påhittade svenska artist- och orkesternamn. Till exempel står pianisten Gunnar Boberg falskeligen som ledare för en rad inspelningar som egentligen är av tyska studioorkestrar.
Tack vare Lindströms kontakter med amerikanska Okeh kom också ett sjuttiotal inspelningar från detta bolag att utgivas på Ekophon, däribland med kända dåtida amerikanska orkestrar som Ray Millers, Sam Lanins och Vincent Lopez. 
Av jazzhistoriskt intresse är några svenska inspelningar från 1923 med Sven Rünos jazzband, vilket inkluderade den USA-födde svarte banjoisten Russell Jones.
Ekophonskivorna pressades till och med 1924 i Berlin. Därefter övertog man det nedlagda bolaget Skandias studio och presseri i Sundbyberg och fortsatte produktionen där.
I början av 1927 ersattes Ekophon som Lindströms svenska lågprismärke av Parlophon.
Ekophonskivorna finns med två huvudsakliga etikettutseenden. De äldre varianterna är gröna med en bild av en älg i granskog; de nyare blekgula med en bild av Stockholms slott.